# Uplandschule Willingen
Die Uplandschule Willingen ist eine kooperative Gesamtschule im nordhessischen Willingen (Upland). Sie ist als Sportzentrum für den nordischen Skisport spezialisiert. Sie bietet neben einer Grundschule eine Haupt- und Realschule und ein Gymnasium mit Oberstufe.
Der Schule angeschlossen ist ein Internat, das vom Hessischen Skiverband getragen wird.

## Geschichte
Die heutige Uplandschule Willingen geht auf die Höhere Privatschule Willingen und auf die Mittelpunktschule Willingen zurück.
Im Jahre die 1946 wurde die Höhere Privatschule Willingen gegründet. Über zehn Jahre später wurde sie zu einer vollwertigen Schule erweitert. Zunächst befand sich die Schule im Gebäude des heutigen Brauhauses. 1981 zog die Schule an ihren heutigen Standort um.
Am 16. August 1965 wurde auf dem Gehren die neue Mittelpunktschule eingeweiht, deren Baukosten sich auf 2 Millionen Mark beliefen. Sie entstand aus einem Schulverband mehrerer Upländer Gemeinden und ersetzte die ursprünglich geplante Volksschule sowie die Alte Schule Willingen. Der erste Bauabschnitt umfasste zwei Unterrichtstrakte, ein Verwaltungsgebäude sowie Dienstwohnungen für den Schulleiter und den Hausmeister. 345 Schülerinnen und Schüler nahmen einen Tag nach der Eröffnung den Unterricht auf. In den folgenden Jahrzehnten wurde die Schule mehrfach erweitert, unter anderem durch den Bau einer Turnhalle (1967), einen Erweiterungsbau (1985) und die Aufstockung eines Klassentrakts (1997).
Obwohl 1981 oberhalb dieser Schule das Gymnasium gebaut wurde, bestand bis 2004 die Trennung zwischen der Realschule im unteren Gebäudeteil und dem Gymnasium im oberen Bereich. Allerdings wurden dann beide Schulzweige zur kooperativen Gesamtschule zusammengelegt. Der Zusammenschluss wurde am 7. Februar 2005 offiziell vollzogen, wodurch das vollständige Bildungsangebot von der Grundschule bis zum Abitur entstand.
Seit 2007 ist die Uplandschule eine Eliteschule des nordischen Skisports.
Im Jahre 2016 wurde ein neues Grundschulgebäude auf dem mittleren Schulhof errichtet. Dadurch wurde die Alte Schule Willingen nicht mehr benötigt.

## Ehemalige Schülerinnen und Schüler
- Stephan Leyhe (* 1992), Skispringer
- Inga Schneider (* 1968), Biathletin